# Dan Gadzuric
Dan Gadzuric (Den Haag, 2 februari 1978) (Servisch: Дан Гаџурић) is een Nederlands-Servische basketballer.
Gazuric speelde voetbal bij VV Cromvliet voor hij begon met basketballen bij HBV The Jumpers in Den Haag en later bij BV Leiderdorp. Hij ging naar de Verenigde Staten waar hij eerst voor het High School-team Governor Dummer Academy in Byfield Massachusetts speelde en van 1998 tot 2002 voor de UCLA Bruins. In 2002 werd hij bij de NBA Draft in de tweede ronde als 34ste gekozen door Milwaukee Bucks waar hij tot 2010 in de hoogste Amerikaanse basketbalcompetitie NBA zou spelen.
Op 22 juni 2010 werd bekendgemaakt dat hij bij de Golden State Warriors ging spelen (in ruil voor Corey Maggette). Op 23 februari 2011 werd hij geruild en kwam hij bij de New Jersey Nets terecht. In oktober verliet hij de NBA door de aanhoudende lock-out voor de Jiangsu Dragons in China. Hier werd hij echter in december 2011 weer ontslagen doordat Gadzuric onder andere geblesseerd raakte. In 2012 stond hij kort onder contract van de Fort Wayne Mad Ants in de NBA D-league, maar op 6 maart 2012 werd hij overgenomen door de Texas Legends. Op 20 april 2012 werd bekend dat hij getekend heeft bij de New York Knicks.
Dan Gadzuric bezit naast de Nederlandse ook de Servische nationaliteit. Zijn moeder is Servische en zijn vader komt uit Saint Vincent en de Grenadines. In het verleden overwoog Gadzuric nog om voor het basketbalteam van Servië uit te komen, maar zag er uiteindelijk toch vanaf. In 1997 speelde hij één interland voor het Nederlands basketbalteam tegen Cuba. Om zo veel mogelijk bij zijn gezin te blijven, besloot hij om ook niet meer voor het Nederlands team uit te komen. In 2011 maakte hij op drieëndertigjarige leeftijd zijn rentree in het Nederlands team bij het EuroJam toernooi.
Vanaf februari 2013 kwam hij uit voor Marineros de Anzoátegui uit Venezuela.
Op 27 september 2013 werd bekendgemaakt dat Dan Gadzuric een contract heeft getekend bij de Los Angeles Lakers, maar dat contract duurde slechts tot 9 oktober.